# Еміль Бадоррек
Еміль Бадоррек (нім. Emil Badorrek; 6 травня 1910, Фламмберг — 26 грудня 1944, Краків) — німецький льотчик-ас розвідувальної авіації, майор люфтваффе. Кавалер Лицарського хреста Залізного хреста з дубовим листям.

## Біографія
В складі 2-ї ескадрильї 11-ї розвідувальної групи брав участь у Польській і Французькій кампаніях, а також у Німецько-радянській війні. З 1943 року — командир 4-ї ескадрильї своєї ескадри. В листопаді 1944 року призначений командиром 3-ї розвідувальної групи. Загинув у бою. Похований в Кракові.
Всього за час війни здійснив 580 бойових вильотів.

## Нагороди
- Нагрудний знак пілота
- Залізний хрест
  - 2-го класу (4 травня 1941)
  - 1-го класу (18 липня 1941)
- Почесний Кубок Люфтваффе (22 грудня 1941)
- Німецький хрест в золоті (14 квітня 1942)
- Лицарський хрест Залізного хреста з дубове листям
  - лицарський хрест (22 листопада 1943)
  - дубове листя (№652; 18 листопада 1944)
- Авіаційна планка розвідника в золоті з підвіскою